# Aucklandella flavomaculata
Aucklandella flavomaculata är en stekelart som beskrevs av Cameron 1909. Aucklandella flavomaculata ingår i släktet Aucklandella och familjen brokparasitsteklar. Inga underarter finns listade.